# محوطه دمبگور
محوطه دمبگور مربوط به سده‌های میانه دوران‌های تاریخی پس از اسلام است و در شهرستان نیکشهر، بخش قصرقند، دهستان ساربوگ، ۷۰۰ متری شرق روستای بگ واقع شده و این اثر در تاریخ ۲۶ اسفند ۱۳۸۷ با شمارهٔ ثبت ۲۵۹۲۶ به‌عنوان یکی از آثار ملی ایران به ثبت رسیده است.